# A.J. Styles
Allen Neal Jones (Jacksonville (North Carolina), 2 juni 1977), beter bekend als A.J. Styles, is een Amerikaans professioneel worstelaar die sinds 2016 actief is in de World Wrestling Entertainment (WWE). Styles is een 2-voudig WWE Champion, een 3-voudig WWE United States Champion en eenmalig Intercontinental Champion, behaald op 13 juni 2020. Hij wordt op technisch vlak tot de meest gerespecteerde worstelaars gerekend.
Styles worstelde aanvankelijk voor bescheiden Amerikaanse worstelpromoties, maar kwam nadien uit voor diverse internationaal gerenommeerde promoties zoals New Japan Pro Wrestling (NJPW) en momenteel World Wrestling Entertainment. Styles wordt binnen de worstelwereld echter vooral geassocieerd met zijn periode bij Total Nonstop Action Wrestling (TNA), waar hij actief was tussen 2002 en 2013. Styles won twee keer het TNA World Heavyweight Championship en was de eerste worstelaar die namens TNA de PWI 500 van het tijdschrift Pro Wrestling Illustrated aanvoerde. Hij was tevens de eerste worstelaar binnen TNA die de eretekens Grand Slam Champion (2 keer) en Triple Crown Champion (5 keer) verkreeg, de twee prestigieuze accolades in het professioneel worstelen. Styles ruilde uiteindelijk TNA in voor een weliswaar korter Aziatisch intermezzo bij New Japan Pro Wrestling (NJPW). In Japan werd hij populair als leider van de riante worstelgroep Bullet Club (later 'The Club'), met onder meer Kenny Omega, het tag team The Young Bucks, Luke Gallows en Karl Anderson.
Hij tekende in 2016 een contract bij WWE. Styles maakte in januari 2016 zijn debuut tijdens de jaarlijkse Royal Rumble. De ringnaam "A.J. Styles" is rechtstreeks afgeleid van Jones' initialen. Tegenwoordig is hij als "A.J. Styles" te zien in de wekelijkse liveshow Monday Night Raw. A.J. Styles wordt door intimi beschouwd als een van de beste professioneel worstelaars ter wereld. Zijn bijnaam luidt The Phenomenal.

## Professioneel worstelcarrière (1998-)

### Jeugd & vroege carrière (1998–2002)
Allen Jones werd geboren in de militaire basis van Camp Lejeune nabij Jacksonville, de grootste stad van de zuidelijke staat North Carolina. Jones' vader was alcoholicus en handelde daardoor vaak agressief. De familie had het lang niet breed. Zo moest Jones het stellen zonder televisie. Ondanks de financiële problemen, die hem als kind dwongen het professioneel worstelen vanop grote afstand te volgen, zag Jones dan toch zijn grote droom in vervulling gaan. Hij debuteerde in 1998 als professioneel worstelaar.
Jones kwam tijdens zijn jeugdjaren uit voor verschillende onafhankelijke worstelpromoties, voornamelijk bij de "National Championship Wrestling" (NCW) in de staat Georgia. Voor deze promotie won Jones het lokale kampioenschap voor zwaargewichten. Hij worstelde toen onder de ringnaam Mr. Olympia. 
Jones werd er opgemerkt door World Championship Wrestling (WCW). In de WCW ging Jones door onder de naam Air Styles, als lid van het tag team Air Raid. Hij zou de WCW echter niet lang trouw blijven en verliet de promotie alweer in 2001 - niet het minst vanwege een nakend faillissement - na een weinig succesvolle samenwerking. Styles zou vervolgens andere horizonten verkennen en schipperen tussen Australië en Noord-Amerika.
Hij zette zijn loopbaan verder bij talloze onafhankelijke promoties, achtereenvolgens de Amerikaanse organisatie "Xcitement Wrestling Federation", de Australische promotie "World Wrestling All-Stars" en opnieuw in eigen land de "East Coast Wrestling Association" (ECWA). In deze periode won Jones verschillende onafhankelijke titels.

### Ring of Honor (ROH) (2002–2006)
Hoewel hij ook een contract van onbepaalde duur tekende bij Total Nonstop Action Wrestling (TNA), hervatte Styles in 2002 bij het toen kersvers opgerichte Ring of Honor, waar op dat ogenblik ook CM Punk en Bryan Danielson actief waren. Hij vocht er enkele duels uit met Paul London en vormde enige tijd een tag team met Amazing Red (Jonathan Figueroa). Jones won met Figueroa het 'ROH Tag Team Championship'. Er volgde een vete met generatiegenoot Christopher Daniels en meteen daarna Jimmy Rave. Styles werd daarin gesteund door Mick Foley. Later daagde hij Samoa Joe uit voor het 'ROH World Championship', maar slaagde er niet in de wedstrijd te winnen. Zijn twee laatste pay-per-view-optredens voor Ring of Honor worstelde Styles in november 2006, respectievelijk tegen Davey Richards en Samoa Joe. De vertrekkende Jones kreeg nog een laatste eresaluut van de organisatie.

### Total Nonstop Action Wrestling (TNA) (2002–2013)

#### Eerste individueel succes (2002–2007)

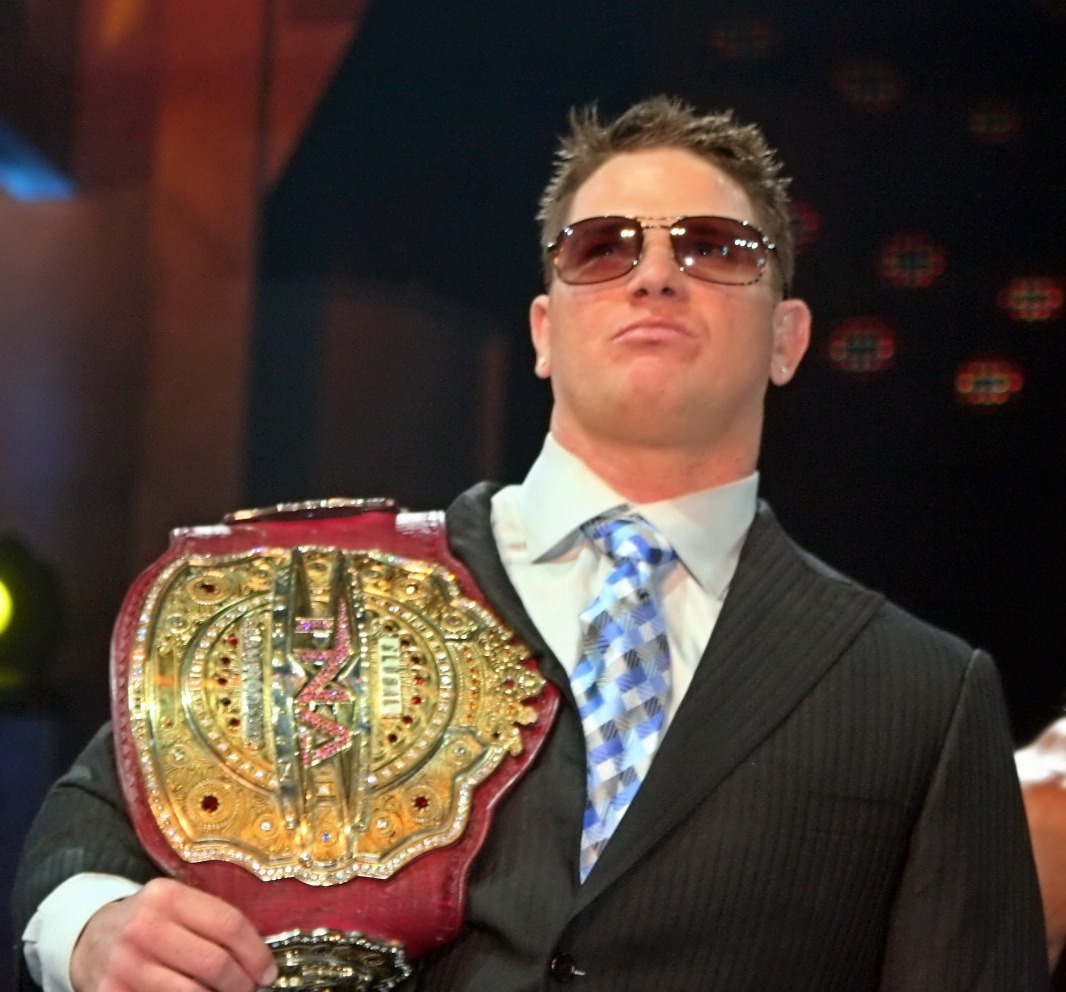
A.J. Styles als TNA World Television Champion in 2011

Styles sloot in mei 2002 een overeenkomst met Total Nonstop Action Wrestling. Dit was echter geen exclusiviteitscontract, waardoor Styles nog steeds aan de slag kon bij een andere promotie. Hij koos toen voor Ring of Honor, maar de deal met Ring of Honor verviel eind 2006. Als dusdanig bestendigde Jones' contract bij Total Nonstop Action Wrestling. Hij werd algauw de inaugurele TNA X Division Champion toen hij in een traditionele eliminatiewedstrijd Brandon Silvestry (Low Ki), Psicosis en Jerry Lynn uitschakelde. Jones zou dit kampioenschap in totaal zes keer op zijn naam schrijven.
A.J. Styles focuste zich nu op het "NWA World Heavyweight Championship", een titelriem die door de TNA werd overgenomen van het ter ziele gegane "National Wrestling Alliance" (NWA). Deze titel was op dat moment in het bezit van David Flair, zoon van worstelicoon Ric Flair. Hij nam de titel over van Flair. Jones won eerder met Jerry Lynn het TNA World Tag Team Championship nadat zij Bruce Lane en Larry Lane versloegen. Jones en Lynn verdedigden de titel met succes tegen Jeff Jarrett en Ron Killings (R-Truth). Styles maakte ook even deel uit van de groep van voormalig WWE-producent Vince Russo, genaamd S.E.X. (abbreviatie Sports Entertainment Xtreme).
In 2004 nam Styles' populariteit toe. Als één helft van een tag team naast zijn goede vriend Christopher Daniels scheerde hij hoge toppen binnen de TNA. Het tag team ontstond toen Styles besloot om Daniels te helpen nadat die het TNA X Division Championship kwijtspeelde aan Samoa Joe. Styles en Daniels bemachtigden samen het TNA World Tag Team Championship. Styles klopte daaropvolgend Chris Sabin en werd voor de zesde keer in zijn carrière TNA X Division Champion. Hij moest de titel snel afstaan aan Christian Cage en gaf Daniels de schuld. Daniels raakte op zijn beurt verwikkeld in een vete met Rhino. In een poging het terug bij te leggen met Daniels nam Jones het met Samoa Joe op tegen Rhino en Kurt Angle. Zij wonnen hun wedstrijd, maar Styles verloor de daaropvolgende wedstrijd tegen Rhino.

#### Onbetwiste TNA World Heavyweight Champion (2009–2010)

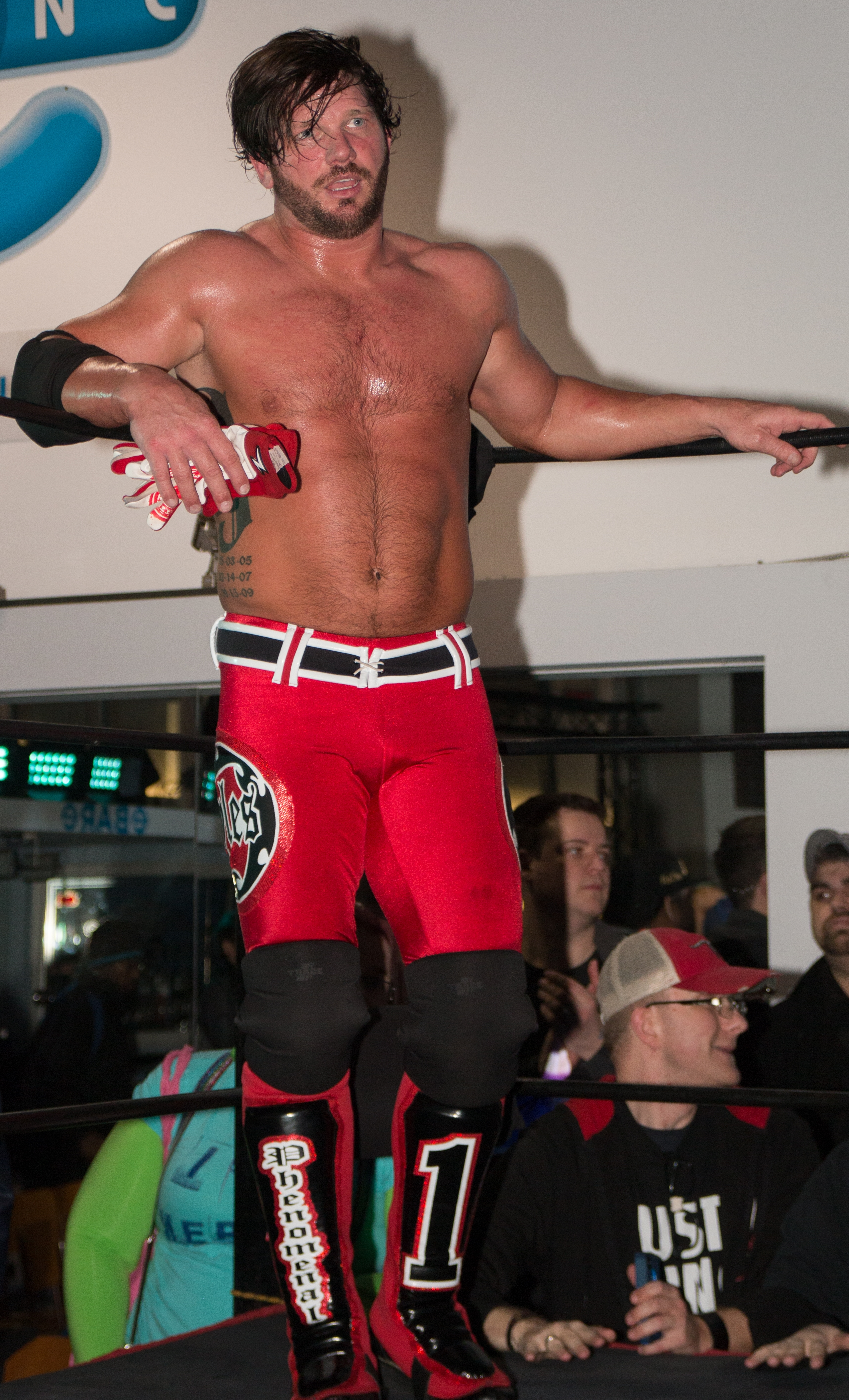
A.J. Styles in 2014

A.J. Styles zette vanaf 2009 zijn zinnen op het TNA World Heavyweight Championship. Op 20 september 2009 – bij het evenement No Surrender – haalde Styles het van vijf opponenten, onder wie Sting en de regerende kampioen Kurt Angle. Hij verdedigde zijn titel tegen Sting en beëindigde hiermee diens ongeslagen reeks. A.J. Styles zou de titel 211 dagen houden en hield daarbij worstelaars als Abyss (Christopher Parks) en Kurt Angle af. Styles moest de titel op 19 april 2010 doorgeven aan Rob Van Dam, slechts een dag na het evenement Lockdown.

#### Fourtune en laatste verhaallijnen (2010–2013)
Jones richtte onder leiding van Ric Flair met Bobby Roode, James Storm en Frankie Kazarian de groep Fourtune op (later geschreven als Fortune), een verwijzing naar The Four Horsemen. Bezieler Ric Flair was eind jaren tachtig zelf lid van deze groep. Rond deze periode kroonde Styles zich voor de tweede keer tot TNA Legends Champion mits een overwinning tegen Rob Terry. Styles vestigde zelf zijn aandacht op Tommy Dreamer en nam de maat van hem in een I Quit-wedstrijd. Een uitgeputte Tommy Dreamer moest deze wedstrijd staken. 
Styles beoogde hierna het TNA World Heavyweight Championship van zijn vriend Bobby Roode. De leden van Fortune waren allemaal uit op individueel succes, inclusief Styles. De groep Fortune barstte daardoor uit zijn voegen. In zijn jacht op een hernieuwd TNA World Heavyweight Championship werd A.J. Styles wederom tegengewerkt door zijn oude maatje Christopher Daniels en Tommy Dreamer. Toen Styles en Daniels andermaal de plooien glad streken, betekende dit het definitieve einde van de groep Fortune.
De laatste verhaallijnen van Jones vertoonden sterke gelijkenissen met zijn voorgaande escapades binnen de TNA. Zo bond hij opnieuw de strijd aan met zijn maatje Christopher Daniels, maar ook Frankie Kazarian was erbij betrokken. Tussendoor sleepte hij nog een tweede keer het TNA World Heavyweight Championship in de wacht. Styles versloeg Bubba Ray Dudley. Hij maakte zijn laatste verschijning in loondienst van TNA op 2 december 2013, een wedstrijd die Styles winnend afsloot. Hij nam de maat van Nick Aldis (Magnus), nadat Sting voor rekening van Styles een handje had geholpen. Een week later kondigde Styles verrassend zijn vertrek aan, waardoor een abrupt einde kwam aan Jones' 11-jarige TNA-carrière.

### Terugkeer onafhankelijk circuit & New Japan Pro Wrestling (NJPW) (2013–2016)
Jones heeft jarenlang samengewerkt met onafhankelijke Amerikaanse, Japanse en Mexicaanse worstelpromoties. Hij reisde voortdurend de wereld rond, maar de succesvolste episode kende Jones bij New Japan Pro Wrestling (NJPW), waar hij twee keer 'IWGP World Heavyweight Champion' werd. Als lid van de immens populaire groep Bullet Club sloten de Japanse fans al snel Jones in de harten. Omdat Styles plichtsgetrouw werkte voor verschillende onafhankelijke promoties in de Verenigde Staten en de rest van de wereld, kon hij niet steeds aanwezig zijn bij de Japanse evenementen. Styles werd als leider vervangen door Karl Anderson, en na zijn definitieve vertrek werd hij opgevolgd door Kenny Omega. 
Alvorens in 2016 te tekenen bij World Wrestling Entertainment (WWE), duelleerde hij in november 2015 met Shinsuke Nakamura, die later net als Finn Bálor in Jones' voetsporen zou treden en een verbintenis zou sluiten met de WWE. Zijn laatste optreden voor NJPW kwam er op 5 januari 2016. Styles werd op het scherm verraden door zijn vrienden van Bullet Club, die de kant kozen van Kenny Omega. Drie weken later debuteerde Styles voor de WWE tijdens de jaarlijkse Royal Rumble met als (ongebruikelijke) inzet het WWE World Heavyweight Championship van titelverdediger Roman Reigns, die uiteindelijk gewonnen werd door Triple H.

### World Wrestling Entertainment (WWE) (2016-)

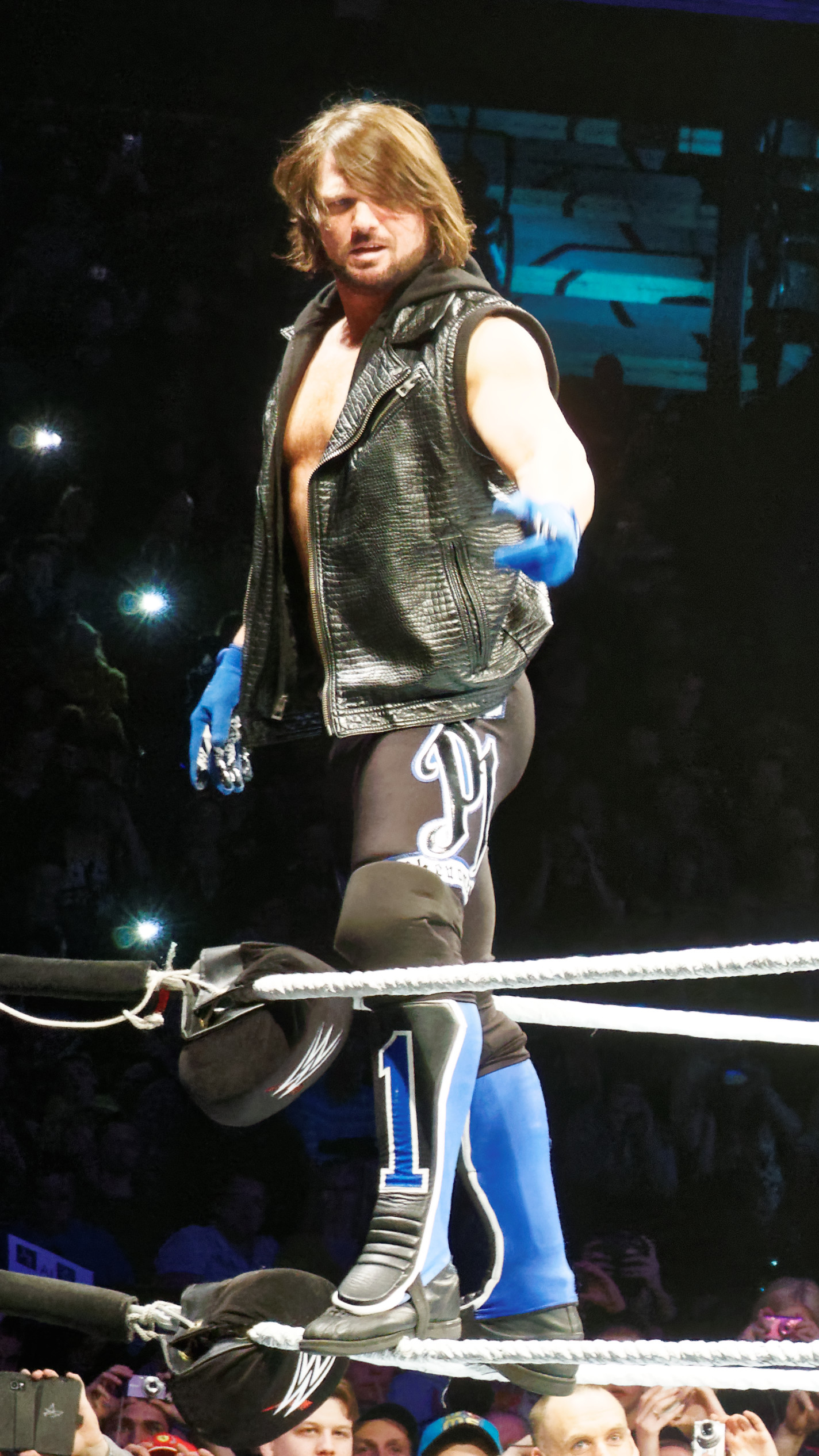
A.J. Styles in april 2016

#### Ruzie met Chris Jericho (2016)
Drie weken na zijn vertrek bij New Japan Pro Wrestling (NJPW), maakte A.J. Styles zijn opwachting in de traditionele Royal Rumble-wedstrijd. Hij kampte er tegen 29 andere worstelaars. Styles' entree werd op gejuich onthaald door de aanwezige fans. Styles zou de wedstrijd niet winnen, daar hij kort voor het einde geëlimineerd werd door Kevin Owens. Hij twistte vervolgens enkele maanden met voormalig kampioen Chris Jericho. 
Hun ruzie ging vooral over hun aandeel in de worstelwereld. Jericho stelde dat hij meer had betekend voor de worstelwereld dan Styles. Het resulteerde in de eerste pay-per-view-wedstrijd van Styles voor de WWE, bij het evenement WrestleMania 32 (2016). Styles vloerde Jericho, maar de vete kende daarmee geen einde. Die eindigde pas toen Styles Jericho nogmaals klopte, dit keer met het oog op een titelkans tegen toenmalig WWE World Heavyweight Champion Roman Reigns. Styles kon Reigns echter niet verslaan bij het evenement Extreme Rules in mei 2016. 

#### WWE Championship en WWE United States Championship (2016-2018)
Styles verzilverde zijn eerste titelwedstrijd pas in september 2016, een gevecht om het WWE World Heavyweight Championship van Dean Ambrose. Het was het eerste kampioenschap van Styles als lid van de federatie. Met dank aan Ambrose leed Styles nadien een vernederende nederlaag tegen James Ellsworth, destijds een regulier schermgezicht en geen worstelaar. Ambrose had zich met de wedstrijd bemoeid, wat leidde tot het verlies van Styles. Desondanks behield Styles de titel achtereenvolgens tegen Baron Corbin en Dolph Ziggler. 
Recordkampioen John Cena slaagde er bij het evenement Royal Rumble (2017) evenwel in Styles het kampioenschap afhandig te maken. Bij het evenement WrestleMania 33 (2017) triomfeerde Styles na een duel met Shane McMahon, de fictieve 'General Manager' van het programma Tuesday Night SmackDown! Live en tegen wie Styles rebelleerde. In juni 2017 verloor hij een Money in the Bank ladder match voor een kans op het WWE Championship. Baron Corbin was de winnaar.

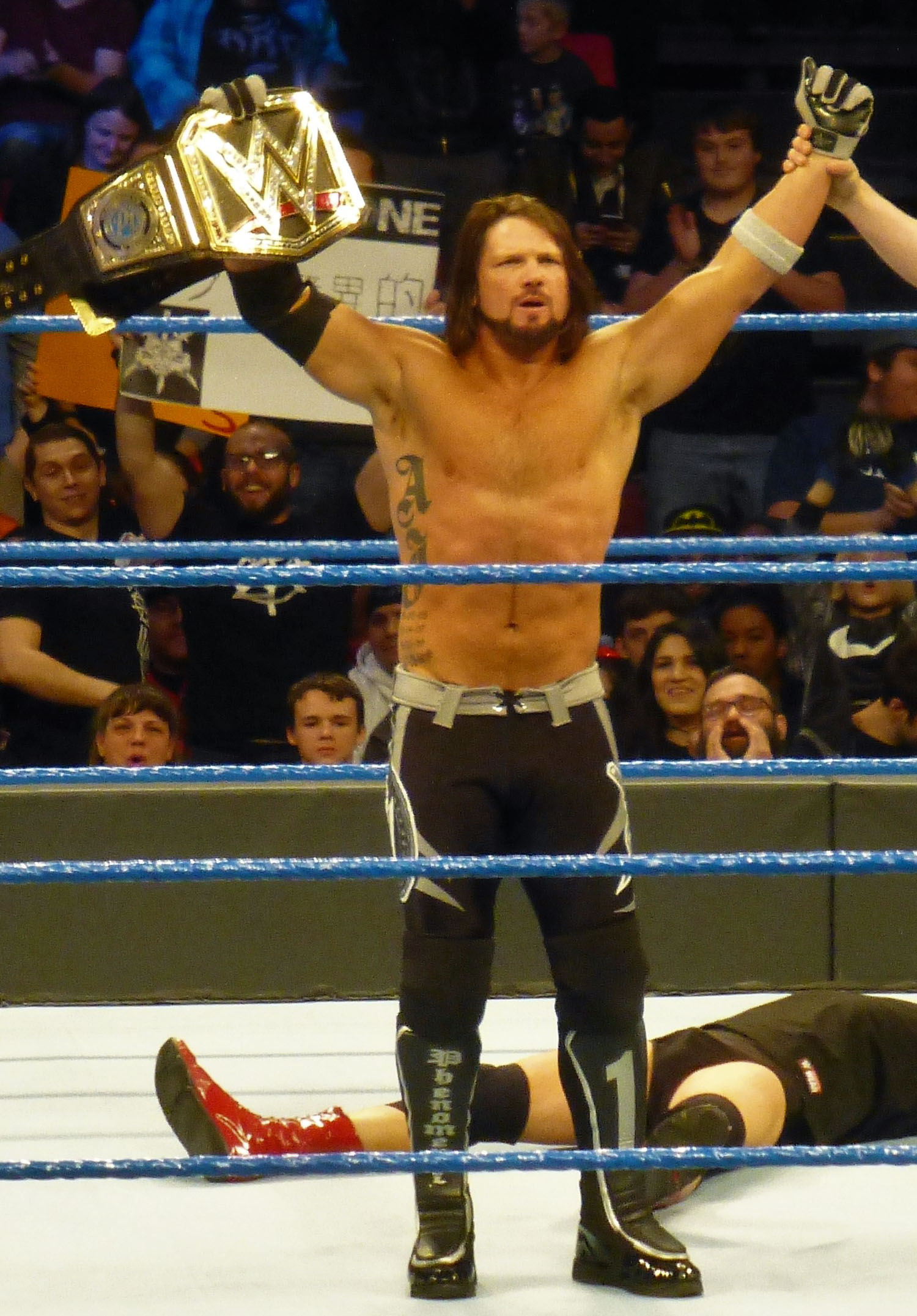
A.J. Styles als WWE Champion in december 2016

Styles veroverde twee keer het WWE United States Championship, Eerst versloeg hij Kevin Owens in Madison Square Garden op 7 juli 2017. Twee weken later verloor hij van Owens, maar in een aflevering van Tuesday Night SmackDown! Live op 25 juli 2017 eiste hij de titel weer op. Chris Jericho was de andere deelnemer. Styles verloor het kampioenschap aan Baron Corbin bij Hell in a Cell in oktober 2017. Tye Dillinger was de andere uitdager. Enkele maanden later stapte Styles in een verhaallijn met Shinsuke Nakamura, met wie hij voorheen de ring deelde bij New Japan Pro Wrestling (NJPW). 

#### Tweede keer WWE Championship (2017-2018)
Styles en Shinsuke Nakamura bekvechtten lange tijd om het WWE World Heavyweight Championship. Styles maakte zich in die periode een tweede maal meester van het WWE Championship nadat hij op 7 november 2017 titelhouder Jinder Mahal versloeg in een aflevering van Tuesday Night SmackDown! Live. Styles verlengde zijn titel tegen zowel Nakamura als Alexander Rusev. Op 2 november 2018 verdedigde Styles zijn titel tegen Samoa Joe bij het evenement Crown Jewel, nadat Samoa Joe eerder zijn familie had bedreigd. Bovendien werd Styles op 30 oktober langs achter aangevallen door Samoa Joe en hem in een wurggreep hield. Tijdens de wedstrijd kreeg de knie van Samoa Joe het zwaar te verduren, door aanvallen van Styles. Hoewel Styles hard werd aangepakt door de ca. 40 kg zwaardere Samoa Joe, bleef hij titelhouder. 
Uiteindelijk verloor hij de titel aan Daniel Bryan in een aflevering van Tuesday Night SmackDown! Live op 13 november 2018, waardoor een einde kwam aan een regeerperiode van 371 dagen. In het voorjaar van 2019 daagde hij Daniel Bryan uit voor het WWE Championship, maar slaagde er niet in de titel te veroveren. In februari verloor hij een Elimination Chamber match, waarna hij werd geprovoceerd door Randy Orton. Styles werd op een "vernederende" manier door Orton herinnerd aan zijn beginjaren als worstelaar, die zich afspeelden in het onafhankelijke circuit bij worstelorganisaties met minder tot nauwelijks financiële mogelijkheden. Styles versloeg Orton bij het evenement WrestleMania 35 op 7 april 2019. Vanaf april 2019 zette Styles zijn zinnen op het WWE Universal Championship van Seth Rollins, maar een maand later verloor hij van Rollins bij het evenement Money in the Bank.

## 2020
Op 13 juni 2020 won Styles het Intercontinental championship van Daniel Bryan, met enkele honderden mensen als publiek, vanwege de COVID-19-maatregelen.

## Privé
Allen Jones (A.J. Styles) trouwde in 2000 en heeft drie zonen en een dochtertje. Het gezin is woonachtig te Gainesville (Georgia). Jones is streng katholiek, zo zegt hij zelf: "In mijn jeugd ging ik ongedwongen naar de kerk, wat een goede zaak was. Ik ontdekte voor mezelf waar ik hoorde." Jones heeft een tatoeage op zijn rechterflank waarop te lezen staat "AJ" met daaronder de geboortedata van zijn vier kinderen. 